# Мађарска на Светском првенству у атлетици на отвореном 2022.
Мађарска је учествовала на 18. Светском првенству у атлетици на отвореном 2022. одржаном у Јуџину  од 15. до 25. јула осамнаести пут, односно учествовала је на свим првенствима до данас. Репрезентацију Мађарске представљао је 2 учесника (1 мушкарац и 1 жена) који су се такмичли у 2 дисциплине (1 мушка и 1 женска).,
На овом првенству такмичари Мађарске није освојио ниједну медаљу али је оборио лични рекорд
. У табели успешности према броју и пласману такмичара који су учествовали у финалним такмичењима (првих 8 такмичара) Мађарска је са 1 учесником у финалу делила 60. место са 4 бода.
| Плас. | Земља    | 1. место | 2. место | 3. место | 4. место | 5. место | 6. место | 7. место | 8. место | Бр. финал. | Бод. |
| ----- | -------- | -------- | -------- | -------- | -------- | -------- | -------- | -------- | -------- | ---------- | ---- |
| =60.  | Мађарска | 0        | 0        | 0        | 0        | 1        | 0        | 0        | 0        | 1          | 4    |

## Учесници
| Мушкарци: - Бенце Халаш — Бацање кладива | Жене: - Ксенија Крижан — Седмобој |

## Резултати

### Мушкарци
| Атлетичар   | Дисциплина     | Лични рекорд | Квалификације | Квалификације | Полуфинале | Полуфинале | Финале   | Финале      | Детаљи |
| Атлетичар   | Дисциплина     | Лични рекорд | Резултат      | Место         | Резултат   | Место      | Резултат | Место       | Детаљи |
| ----------- | -------------- | ------------ | ------------- | ------------- | ---------- | ---------- | -------- | ----------- | ------ |
| Бенце Халаш | Бацање кладива | 79,88        | 79,13 КВ      | 2. у гр Б     |            |            | 80,15 ЛР | 5 / 28 (30) |        |

### Жене

#### Седмобој
| Дисциплина    | Ксенија Крижан | Ксенија Крижан | Ксенија Крижан | Ксенија Крижан | Ксенија Крижан | Ксенија Крижан |
| Дисциплина    | Лични рекорд   | Резултат       | Бод.           | Плас.          | Укупно         | Плас.          |
| ------------- | -------------- | -------------- | -------------- | -------------- | -------------- | -------------- |
| 100 м препоне | 13,31          | 13,46          | 1.056          | 9.             | 1.056          | 9.             |
| Скок увис     | 1,82           | 1,74           | 903            | 13.            | 1.959          | 12.            |
| Бацање кугле  | 14,48          | 14,08 ЛРС      | 799            | 7.             | 2.758          | 10.            |
| 200 м         | 24,32          | 24,82          | 903            | 13.            | 3.661          | 11.            |
| Скок удаљ     | 6,41           | БП             | 0              |                | 3.661          | 15.            |
| Бацање копља  | 53,27          | НС             |                |                |                |                |
| 800 м         | 2:07,17        |                |                |                |                |                |
| Седмобој      | 6.651 НР       |                |                |                |                | НЗ             |